# Sing Sing

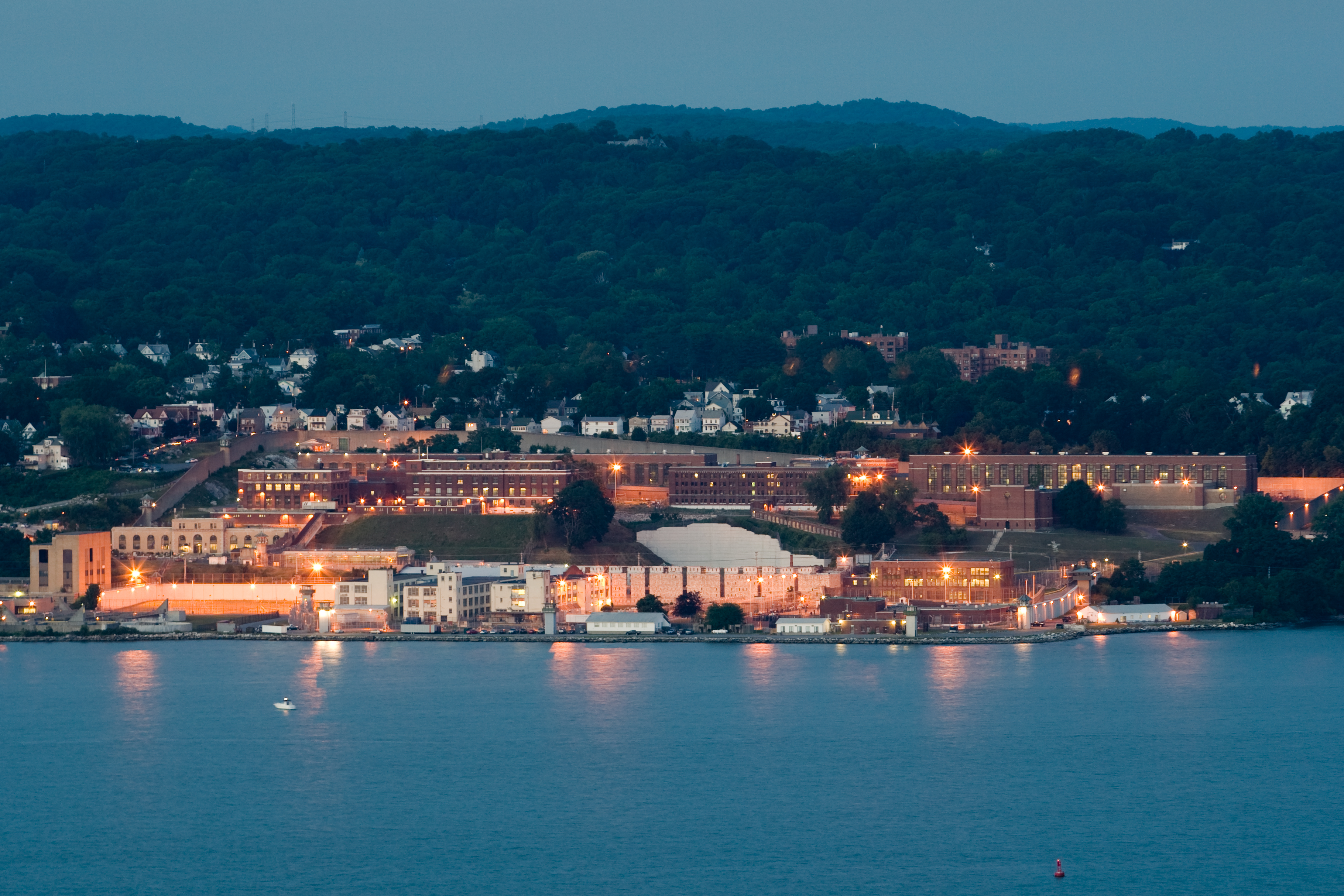
Sing Sing sett från Rockland Lake State Park 2007.

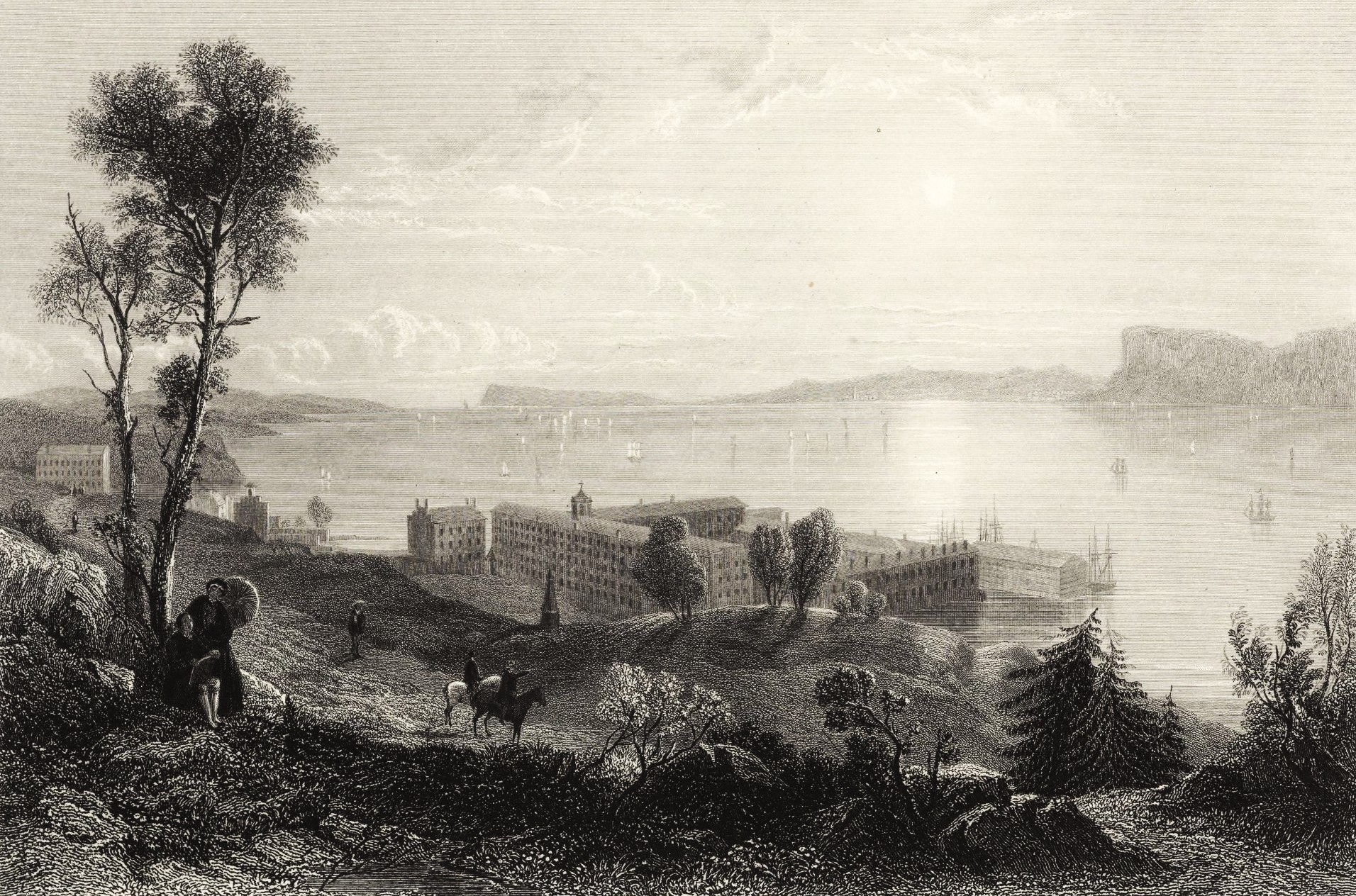
Sing Sing på en gravyr från 1857.

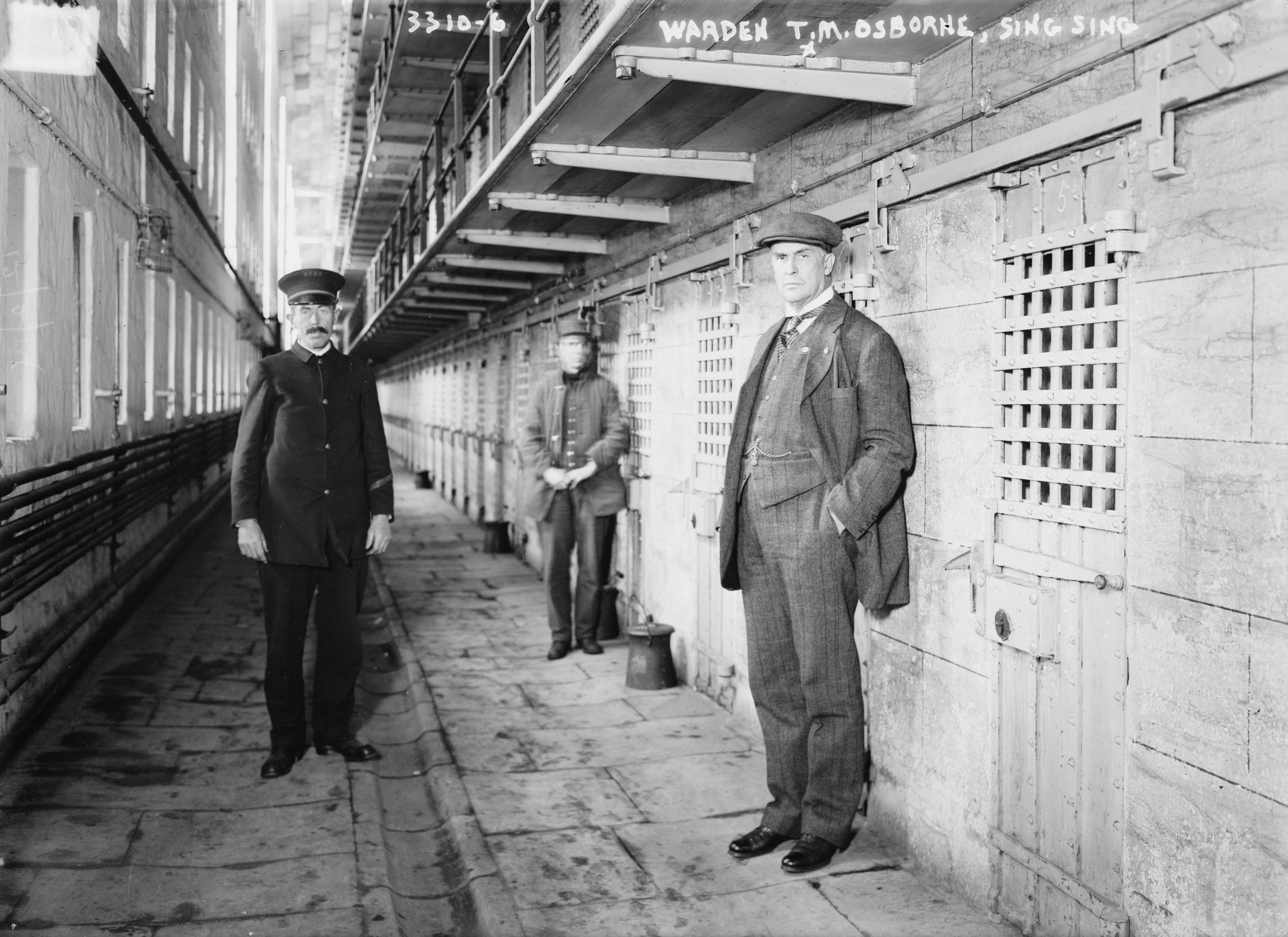
T. M. Osborne, Sing Sings chef 1915.

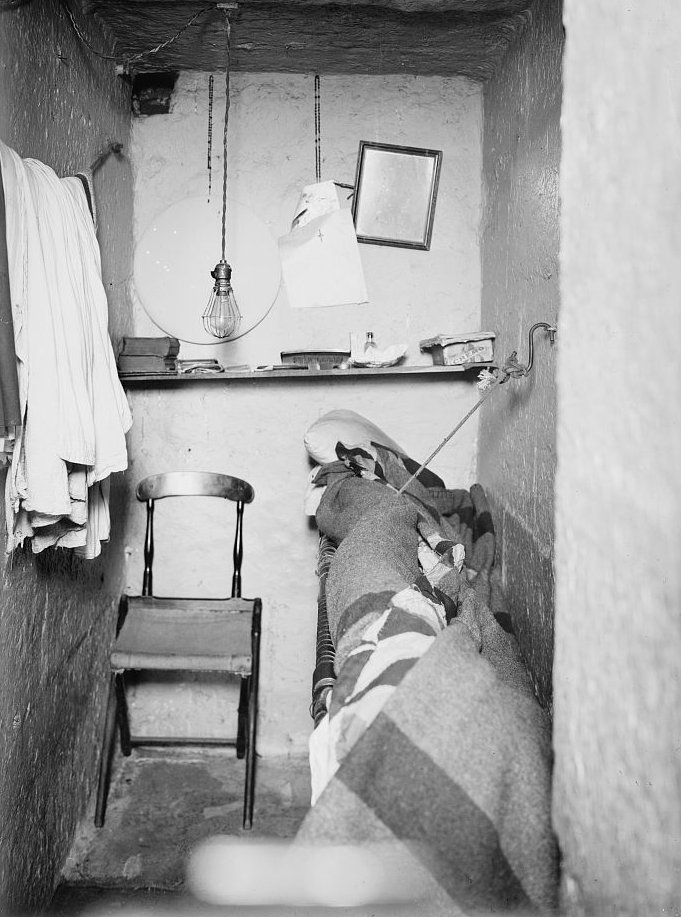
En cell från den gamla anläggningen.

Sing Sing är ett fängelse i Ossining i delstaten New York i USA. Fängelset projekterades för att vara självförsörjande.
Anläggningen är byggd som en högriskanstalt och är belägen ca 50 km norr om New York City, vid Hudsonflodens strand. Anstalten har i dagsläget ca 1 700 intagna, men det finns planer på att konvertera delar av den till museum.

## Anläggningen
Fängelset består av två delar, vilka åtskiljs av en järnväg. Fyra broar över denna förbinder de båda delarna. Den nordligaste bron är belägen utanför säkerhetszonen och är avsedd för personal. Strax söder om denna löper servicesystem som rörförbindelser och elledningar via bro nummer två. Den tredje bron är en säkrad gångbro som kan användas för att flytta interner mellan delarna, medan den fjärde och sydligaste bron är avsedd för biltransporter inom säkerhetszonen.

## Historia

### De första åren
Sing Sing var det tredje fängelset som byggdes av staten New York; det första fängelset byggdes år 1797 i Greenwich Village och det andra, kallat Auburn State Prison, år 1816. New Yorks lagstiftande församling gav år 1824 Elam Lynds (föreståndare för Auburn Prison och före detta armékapten) i uppdrag att bygga ett nytt, modernare fängelse. Lynds tillbringade månader med att utreda möjliga platser för fängelset, med fokus på Staten Island, Bronx, och Silver Mine Farm (ett område i kommunen Mount Pleasant som ligger på stranden av Hudsonfloden).
Lynds besökte också New Hampshire, där ett fängelse framgångsrikt hade byggts med hjälp av fängslad arbetskraft och sten som fanns på platsen. På grund av detta bestämde sig Lynds för att det nya fängelset skulle ligga i Mount Pleasant, som ligger nära byn Sing Sing i Westchester County. Namnet kommer från det indianska ordet "Sinck Sinck" som översatt betyder "sten på sten". Lagstiftaren avsatte 20 100 dollar för att köpa 130 tunnland (0,53 km2) mark och projektet fick officiellt godkännande. Lynds handplockade 100 fångar från sitt eget ”privata lager” för överföring och transporterade dem med pråm längs Erie Canal nedför Hudsonfloden. Vid deras ankomst den 14 maj var platsen "utan en plats att ta emot dem på eller väggar att stänga in dem med", varpå "tillfälliga baracker, ett kokhus, snickarbod och smedja" skyndsamt fick uppföras.
När fängelset öppnades 1826 ansågs Sing Sing vara ett mönsterfängelse eftersom det blev en vinst för staten. Anstalten stod slutligen färdig i oktober 1828. Lynds införde Auburn-systemet, som krävde absolut lydnad av fångarna, vilket underströks med piska och andra brutala straff.

### 2000-talet
I början av 2000-talet hade Sing Sing mer än 2 000 intagna, cirka 1 000 anställda och 5 000 besökare per månad. Det ursprungliga cellblocket från år 1825 hade slutat användas, och under 2002 tillkännagavs planer på att omvandla det till ett museum. I april 2011 fanns planer på att stänga fängelset för att bygga nya fastigheter på området.

## Avrättningar
Fyra intagna har i enlighet med federala dödsdomar avrättats på Sing Sing. Den 19 juni 1953 avrättades Julius och Ethel Rosenberg i elektriska stolen för spionage. Den 12 augusti 1952 avrättades Gerhard A. Puff med samma tillvägagångssätt för mord. Den sista fången som avrättades i elektriska stolen var Eddie Lee Mays, som dömdes för mord och avrättades den 15 augusti 1963. År 1972 meddelade USA:s Högsta domstol i målet Furman mot staten Georgia att dödsstraff stred mot författningen och ingen ytterligare avrättning har sedan skett. Sammanlagt har 614 män och kvinnor avrättats i Sing Sing. Den elektriska stolen flyttades senare till Greenhaven-fängelset, men användes aldrig där.

## Utbildningsprogram
År 1996 grundade Katherine Vockins Rehabilitering genom konsten (RTA) i Sing Sing. RTA och teaterpersonal samarbetar för att tillhandahålla en läroplan för åretrunt teater-relaterade workshops för de intagna. RTA-programmet har genomfört ett antal föreställningar på Sing Sing där såväl interner som gäster kunnat se. Programmet har visat att användningen av dramatikmetoder leder till betydande förbättringar i kognitivt beteende av programmets deltagare inne i fängelset, samt en minskning av återfall efter frigivningen. Effekterna av RTA på sociala och institutionella beteenden har formellt utvärderats av John Jay-högskolan för straffrätt, i samarbete med New York State Department of Corrections. Studien under ledning av Dr Lorraine Möller, professor i talekonst och drama vid John Jay, visade att RTA hade en positiv inverkan på interner som deltog i programmet, och visar att "ju längre man deltagit i programmet, desto färre brott hade man sedan begått.". RTA-programmet genomförs för närvarande på fem andra av staten New Yorks fängelser.

## Museum
Planer på att göra en del av Sing Sing till museum började redan 2005. Lokala tjänstemän försökte då göra om det gamla krafthuset till museum, förenat genom en tunnel till ett tidigare avvecklat cellblock, till en kostnad av 5,0 miljoner US dollar. År 2007 ansökte staden Ossining om 12,5 miljoner dollar av federala pengar för projektet, som då förväntades kosta 14 miljoner dollar. Det föreslagna museet kommer visa hur Sing Sing utvecklats över tiden.